# Posmuș, Bistrița-Năsăud
Posmuș (în dialectul săsesc Puespesch, în germană Paßbusch, Passbusch, Passbesch, în maghiară Paszmos) este un sat în comuna Șieu din județul Bistrița-Năsăud, Transilvania, România.

## Clădiri istorice
- Castelul Teleki
- Stejarul secular de la Posmuș datat din anul 1406.

## Vezi și

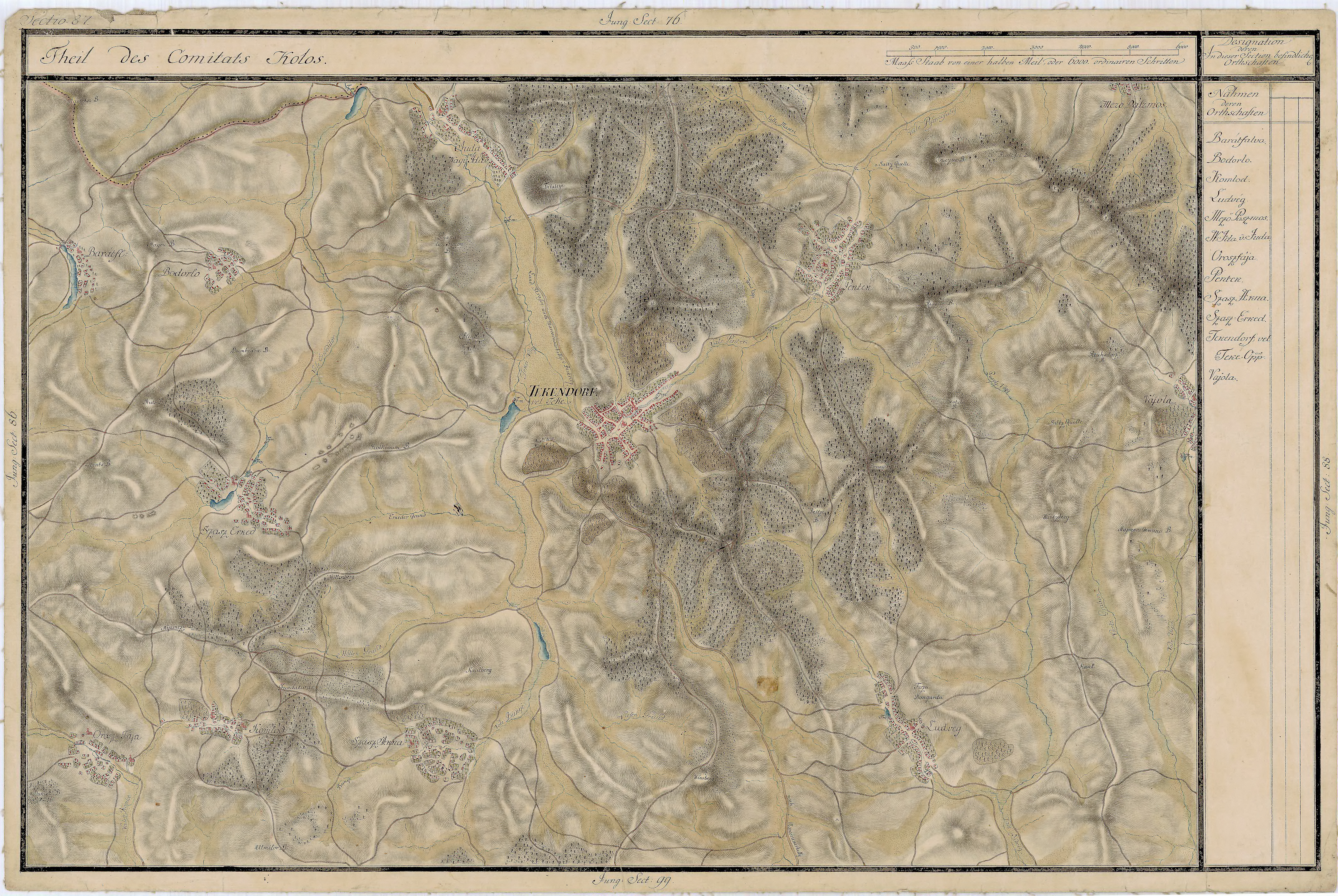
Posmuș în Harta Iosefină a Transilvaniei, 1769-73

## Imagini

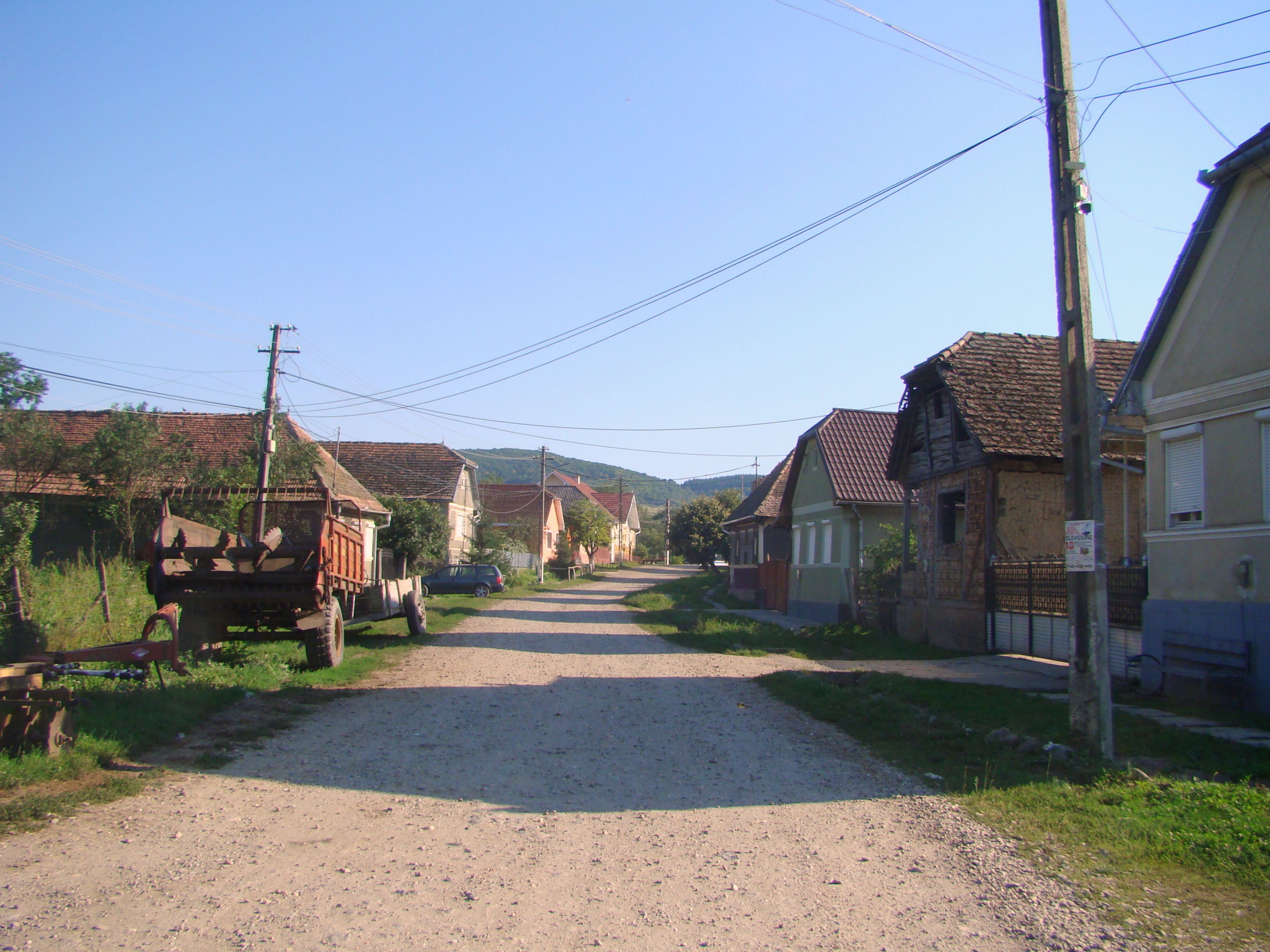
Strada principală
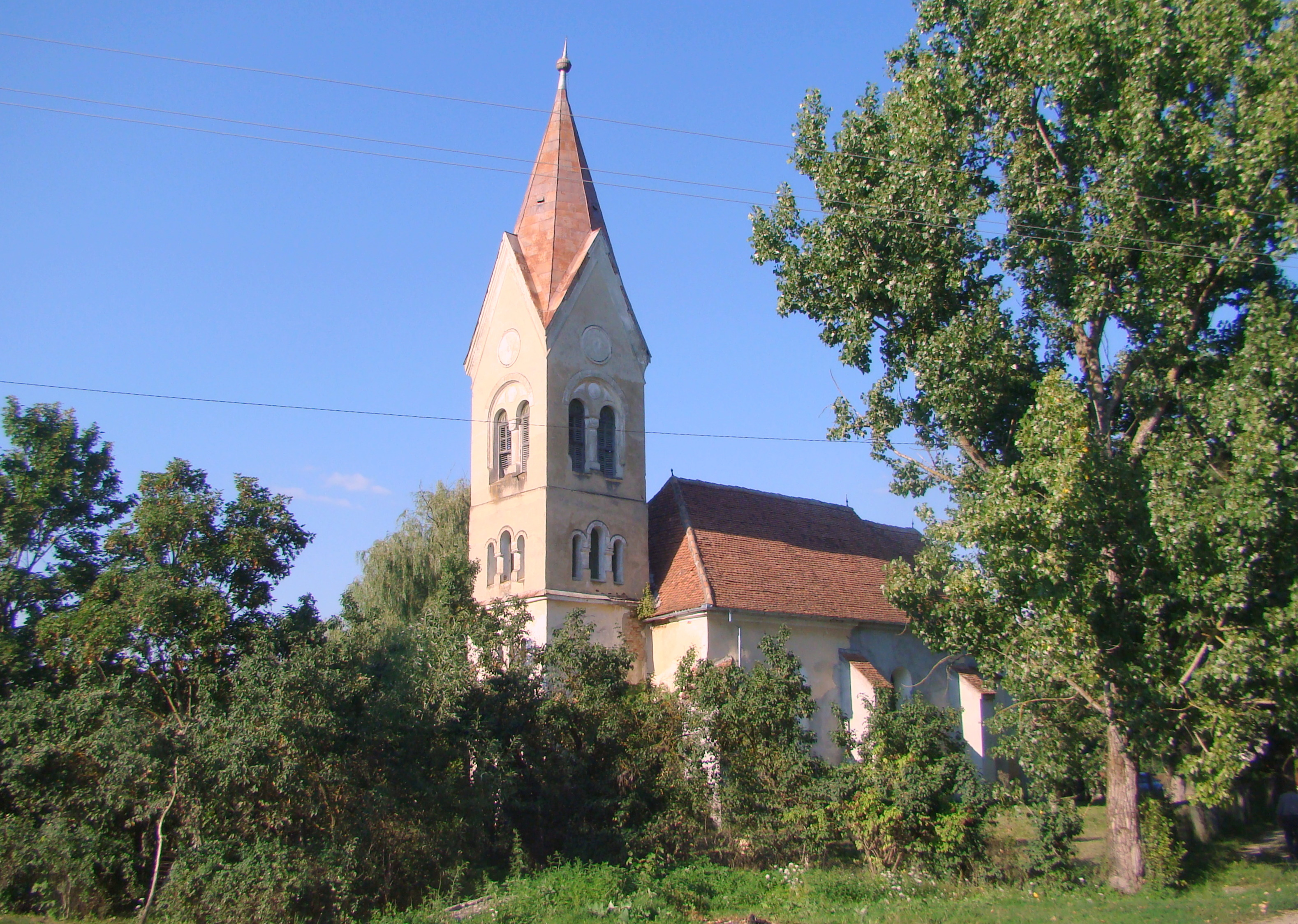
Biserica evanghelică (monument istoric)
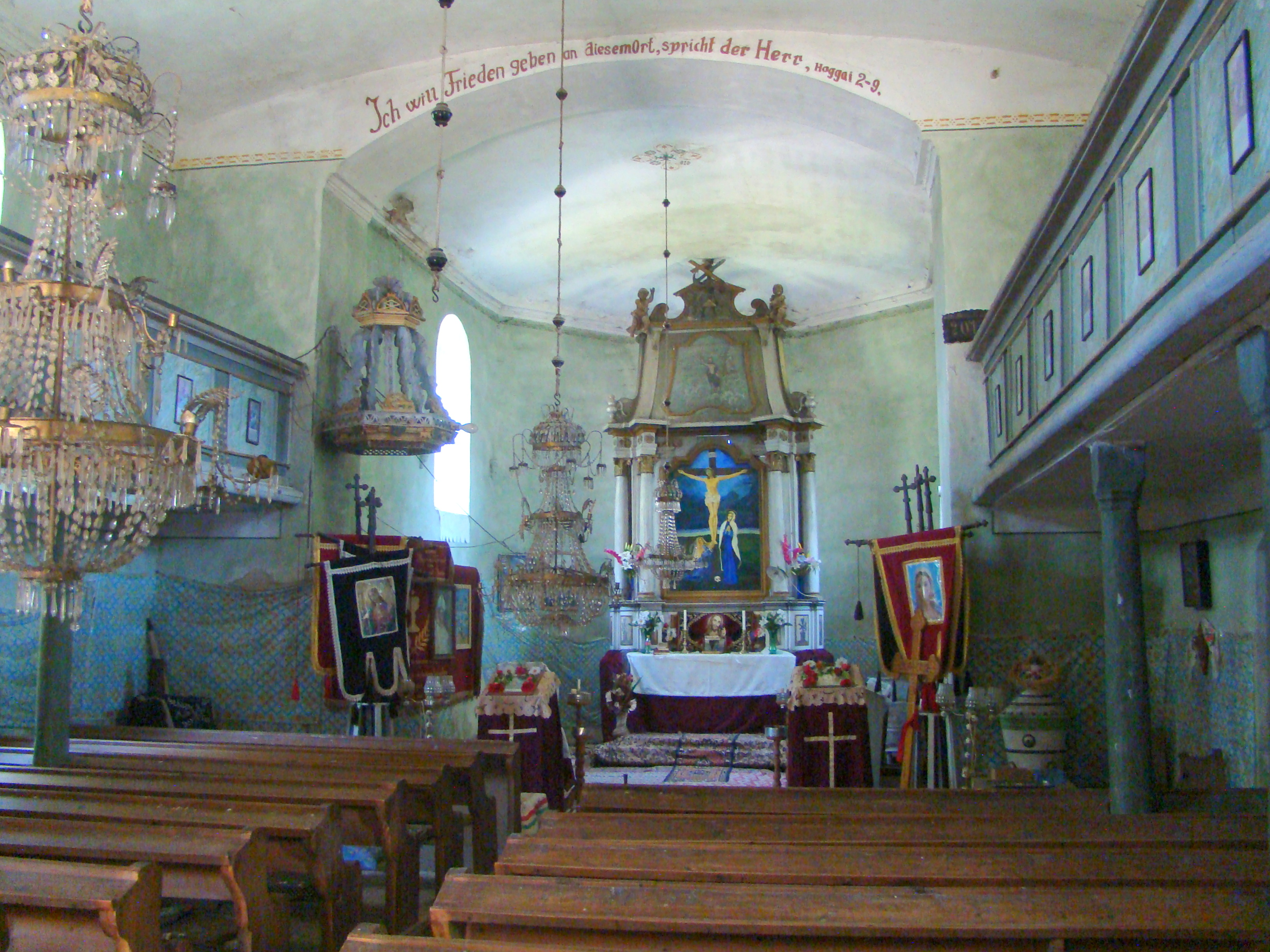
Biserica evanghelică (nava spre altar)
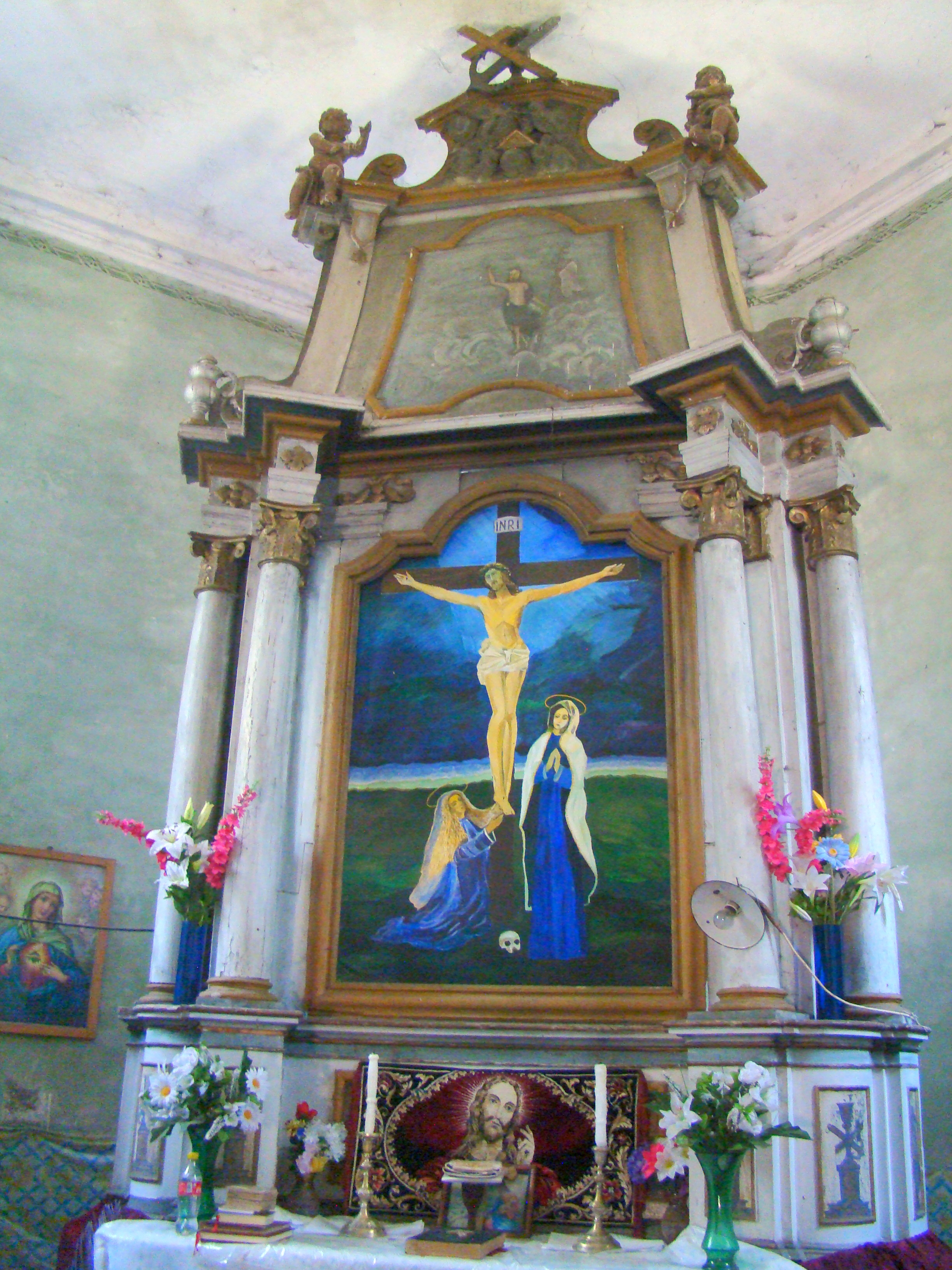
Biserica evanghelică (altarul)
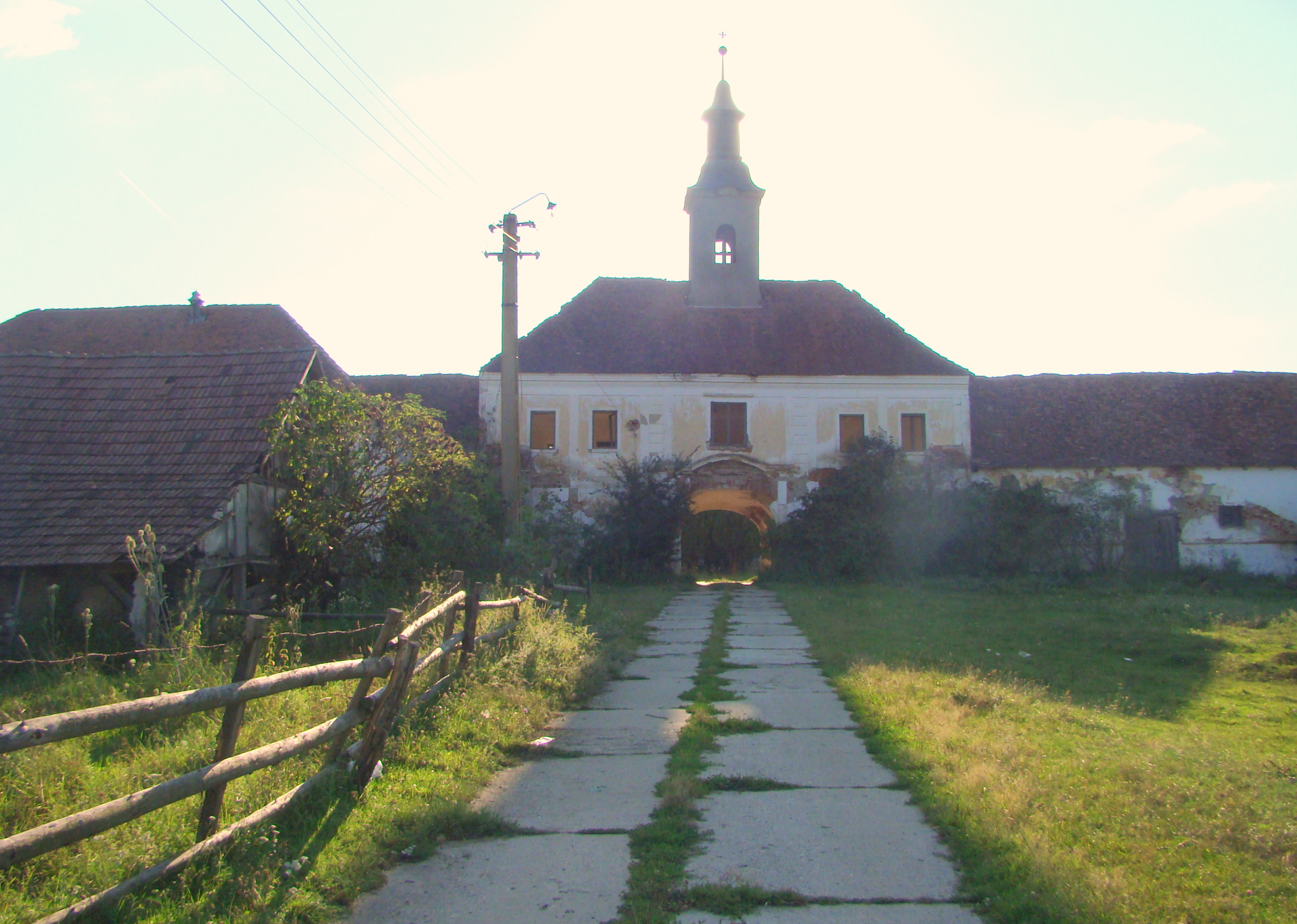
Castelul Teleki din Posmuș (monument istoric)
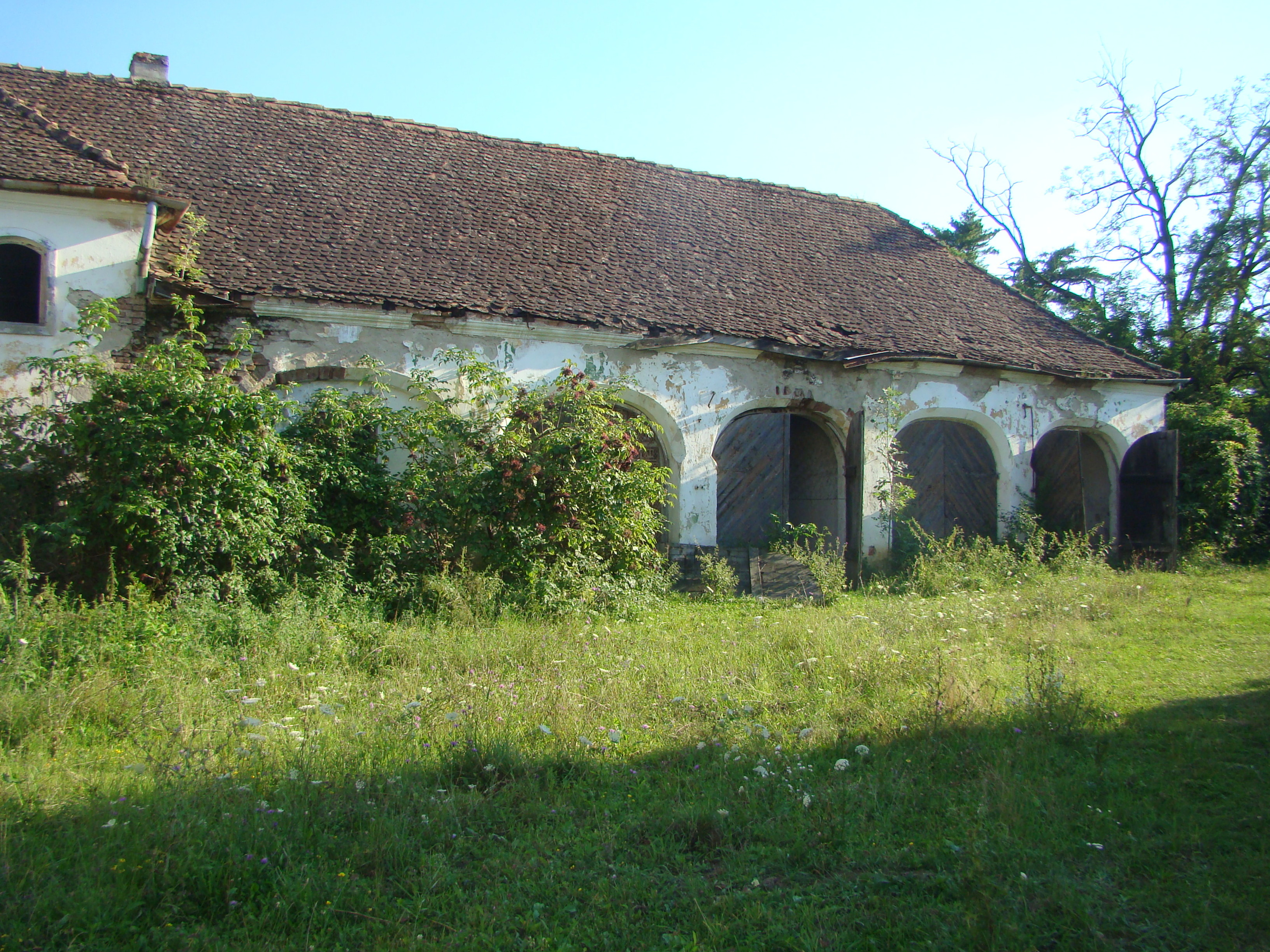
Castelul Teleki din Posmuș (monument istoric)
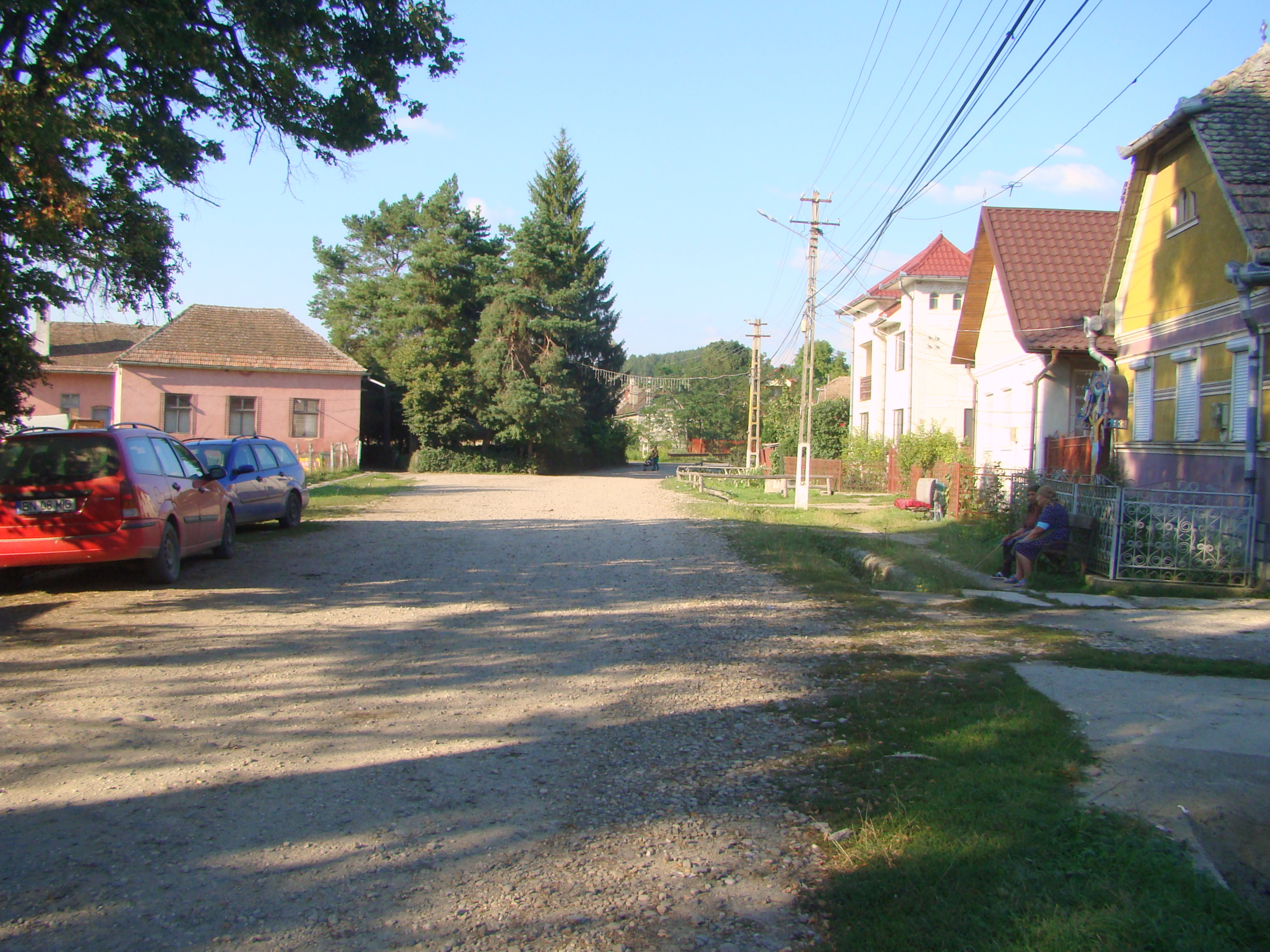